# Rostocker Tor (Ribnitz-Damgarten)
Das Rostocker Tor in Ribnitz befindet sich im Stadtteil Ribnitz der Stadt Ribnitz-Damgarten und gilt als eines der ältesten erhaltenen Stadttore Mecklenburg-Vorpommerns. Es diente der Sicherung der Stadt Ribnitz nach Westen und liegt an der Brücke über den Klostergraben.

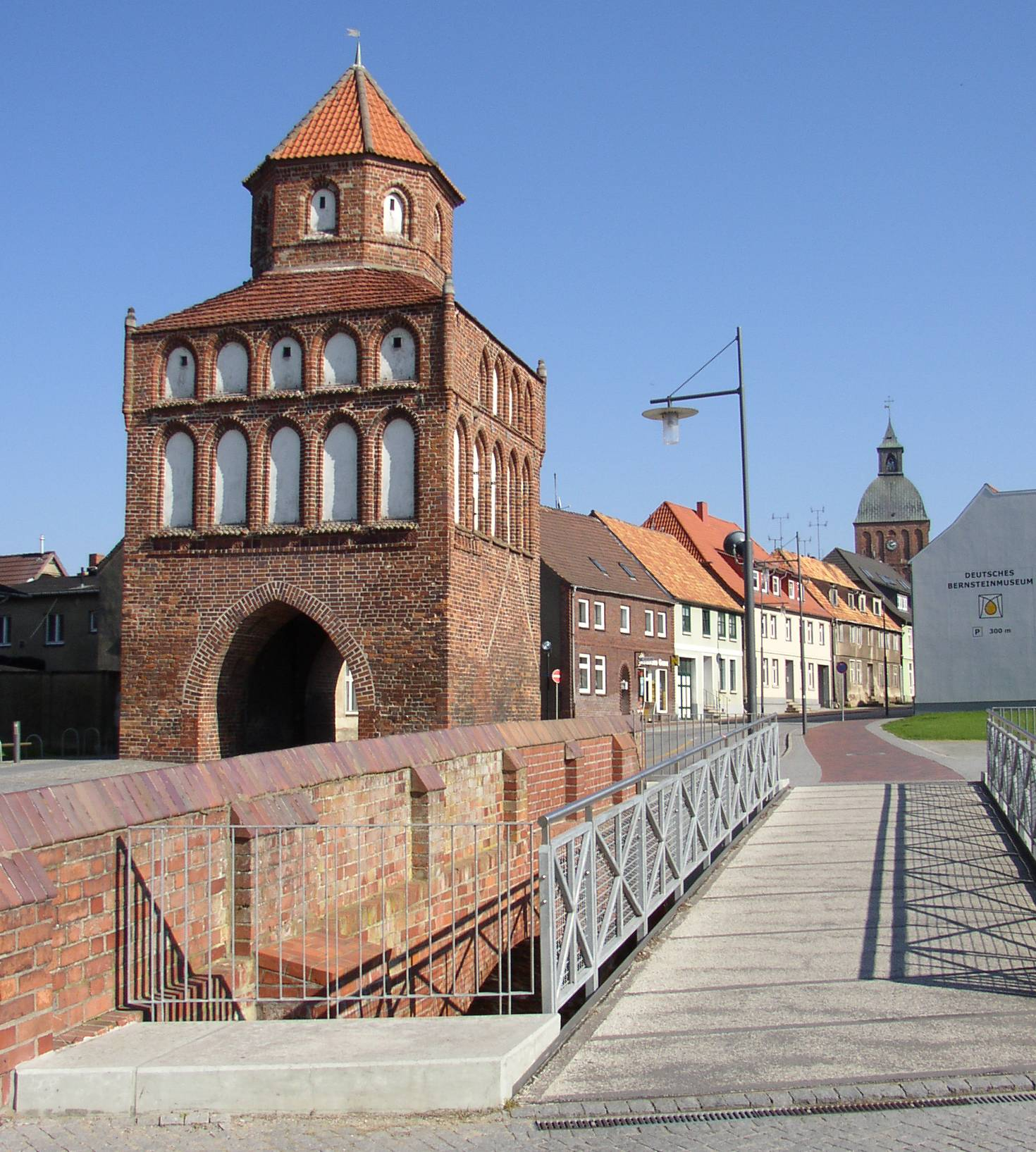
Das Rostocker Tor von Westen aus gesehen.

## Geschichte
Der Erstbau wurde im Jahr 1290 urkundlich erwähnt. In dieser Zeit gehörte die Stadt Ribnitz noch zur Herrschaft Rostock, die bis an die Recknitz reichte. An der Stelle des ersten Torbaus entstand um 1430 der jetzt noch existierende Nachfolgebau. Im Jahr 1930 wurde das Torhaus an der Südseite abgerissen, um den Verkehr am Tor vorbeizuführen. Die Stelle ist noch am Turm zu sehen. Im Jahr 1981 wurde der Turm saniert. Seit 2002 ist die Durchfahrt für den Autoverkehr gesperrt.

## Das Tor in der Kunst
Der deutsch-amerikanische Maler Lyonel Feininger, der in der ersten Hälfte des 20. Jahrhunderts mehrmals in Ribnitz weilte, fertigte mehrere Arbeiten mit dem Rostocker Tor als Motiv. Mit seiner Radierung „The Gate“ (1912) schuf er eines seiner Schlüsselwerke. Ein Originaldruck befindet sich seit 2006 im Besitz der Stadt Ribnitz-Damgarten.

## Baulichkeiten
Das Rostocker Tor ist ein fast quadratischer, viergeschossiger Backsteintorturm mit einer spitzbogigen Durchfahrt. Das Erdgeschoss endet nach oben mit einem Fries, der aus quadratischen Platten mit lanzettförmigen Vierpässen besteht. Die beiden darüberliegenden Geschosse sind nach allen Seiten mit fünf spitzbogigen Zierblendenreihen versehen. Die obere Blendenreihe ist etwas kleiner und in der ersten, dritten und fünften Blende sind schlitzartige Öffnungen erkennbar; diese dienten früher als Schießscharten. Alle vier Ecken des Geschosses sind von Fialen bekrönt.
Als Besonderheit des Turmes gilt das oktogonale Abschlussgeschoss über dem pyramidenartigen Dach. Das Geschoss selbst besitzt eine spitze Ziegelhaube. Jede Seite des Abschlussgeschosses ist mit einer spitzbogigen Blende und einer darin vorhandenen kleinen Schießscharte versehen.